# Giorgio Vasari
Giorgio Vasari  sinh năm 1511 là một họa sĩ, kiến trúc sư, nhà văn và nhà sử học người Ý, nổi tiếng nhất hiện nay với tác phẩm Cuộc sống của các họa sĩ, nhà điêu khắc và kiến trúc sư xuất sắc nhất viết năm 1550 và sau đó chỉnh sửa lại vào năm 1568, cuốn sách được coi là nền tảng tư tưởng của văn học lịch sử nghệ thuật. Ông cũng là người đầu tiên sử dụng thuật ngữ "Phục hưng" trong in ấn.
Bản chỉnh sửa của cuốn sách nói trên được điều chỉnh dựa trên các cuộc nói chuyện với người quen biết của Leonardo Da Vinci như Francesco Melzi. Là người Florence theo chủ nghĩa sô vanh, Vasari tặng cho Leonardo và đặc biệt là Michelangelo những lời ngợi ca hoàn mỹ nhất như đã tạo ra thứ mà ông gọi là sự phục hưng trong nghệ thuật. Có những thứ mà Vasari nhấn mạnh hơi quá đáng nhưng ông đã nói lên phần lớn sự thật. Những phần còn lại là hỗn hợp của tin đồn, những thêm thắt, sáng tạo và cả lỗi sai không chủ ý.